# Alfredia acrobata
Alfredia acrobata är en tvåvingeart som beskrevs av Mario Bezzi 1918. Alfredia acrobata ingår i släktet Alfredia och familjen småharkrankar. Inga underarter finns listade i Catalogue of Life.